# Калансуа

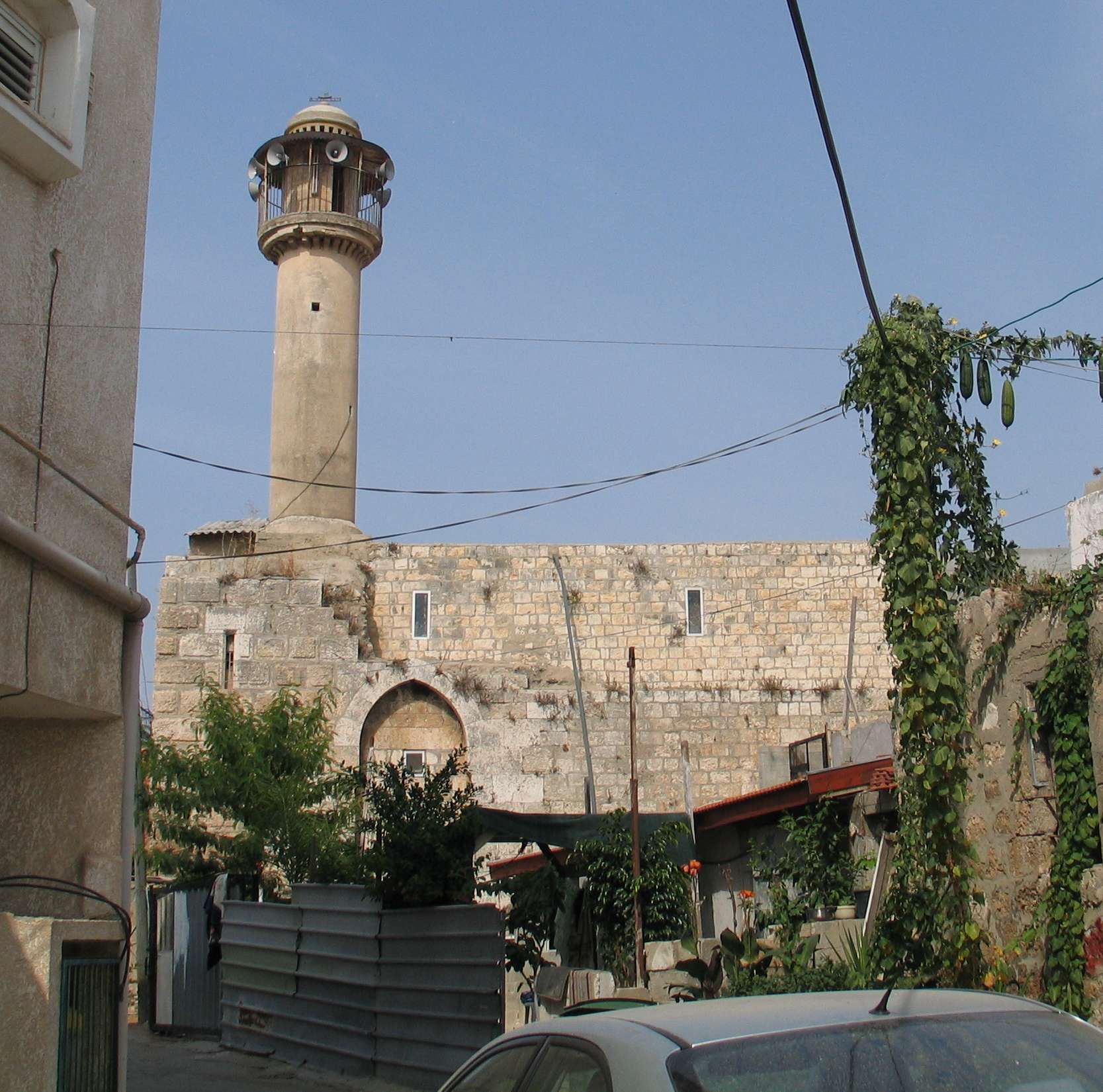
Калансуа

Калансуа (ивр. קלנסווה‎, араб. قلنسوة‎) — город (с 2000 года) в Центральном округе Израиля.

## История
Деревня Калансуа уже существовала к моменту появления в Святой Земле крестоносцев, входя в цепь населённых пунктов вдоль тракта Каир-Дамаск. В хрониках зафиксирована передача замка Калансуа ордену госпитальеров в 1128 году рыцарем Годфруа де Флюжаком. По-видимому, госпитальеры сохраняли контроль над замком большую часть периода (за исключением 1887—1891 годов) до 1265 года, когда он был занят мамлюкским султаном Бейбарсом. Развалины крепости крестоносцев сохранились до настоящего времени.
В 1870-х годах население деревни составляло около 500 человек. В 1882 году Калансуа, преимущественно застроенная саманными домами, окружающими развалины крепости, служила резиденцией каймакаму.
К 1945 году население Калансуа превысило 1500 человек, на прилегающих землях выращивались в основном злаковые культуры, а также цитрусовые, бананы и другие фруктовые культуры. После арабо-израильской войны 1948—1949 годов Калансуа по условиям соглашения о прекращении огня между Израилем и Иорданией оказалась на израильской территории. С 2000 года Калансуа имеет статус города.

## Население и администрация
По данным Центрального статистического бюро Израиля, население на начало 2020 года составляло 23 143 человека.
Население практически полностью арабское и мусульманское. Население растёт с темпом в 2,6 % в год. Около 45 % населения составляют дети и подростки в возрасте до 17 лет, жители в возрасте 65 лет и старше составляют только 3,3 %.
В городе 10 школ, в общей сложности 185 классов; в среднем в классе 30 учеников. 42,6 % учащихся, оканчивающих выпускной класс в 2012 году, выполнили программу образования в объёме, достаточном для получения аттестата зрелости, 27,4 % — в объёме, достаточном для поступления в университет.
В городской совет избираются 12 депутатов. Мэр избирается прямым голосованием с 1978 года. В 2011 году по обвинению в коррупции и преступном сговоре был арестован действующий мэр Калансуа Махмуд Хаджиджа. Следствие по делу Хаджиджи окончилось обвинительным приговором ему и его советнику Юсуфу Мери.

## Экономика
Порядка 6000 жителей города — наёмные работники, из них 46,5 % зарабатывают меньше минимальной зарплаты. 617 жителей города — частные предприниматели. По данным на 2011 год, средняя зарплата в городе — 5385 шекелей (6264 в среднем у мужчин и 3797 у женщин), средний месячный доход частного предпринимателя составляет 5500 шекелей.
Доходы городского бюджета в 2011 году составили 63 486 шекелей, расходы — 64 111 шекелей. Суммарный долг городского совета составляет 28,5 тысяч шекелей.